# Jorge Martín Montenegro
Jorge Martín Montenegro (Mar del Plata, 7 de mayo de 1983 - 26 de noviembre de 2023), apodado Tucho, fue un ciclista argentino que residía en España.

## Trayectoria
Hijo de un ciclista, participó en una carrera por primera vez a los cuatro años.
Desde 2005 ha competido en España, donde se destacó con varios triunfos, sobre todo en 2009 haciéndose con la Copa de España de Ciclismo.
Durante la temporada 2010, compitió de manera profesional con el equipo Andalucía-CajaSur. Ese mismo año debutó en la Vuelta a España, donde tuvo una buena actuación participando en varias fugas.
En 2011 no le fue renovado el contrato, por lo que volvió al ciclismo amateur de la mano del equipo navarro Azysa Conor WRC con el que obtuvo el Trofeo Euskaldun.
El 21 de febrero de 2017, fue sancionado por dar positivo en efedrina en un control posterior a su victoria en el Campeonato de España Élite de 2016, siendo penado por el periodo de un año.
Falleció el 26 de noviembre de 2023, a los 40 años de edad, sin que se conozcan las causas. Este corredor de origen argentino pero afincado en España seguía compitiendo en categoría amateur y llegó a ser campeón de España y fue profesional con el Andalucía-Caja Sur y el Louletano portugués.

## Palmarés
2005    
- 1.º en Campeonato Nacional, Ruta, Sub-23, Argentina
- 1.º en 4.ª etapa Vuelta a la Communidad Aragonesa

2006    
- 1.º en 1.ª etapa Vuelta Ciclista a Cartagena
- 1.º en 3.ª etapa Vuelta Ciclista a Cartagena

2007    
- 1.º en 5.ª etapa Vuelta Ciclista a León

2008 (como amateur)
- 1 etapa de la Volta a Tarragona
- 1 etapa de la Vuelta a León

2009 (como amateur)
- 1.º en Aiztondo Klasika
- 1.º en Santikutz Klasika - Prueba Santa Cruz
- 1.º en 5.ª etapa Vuelta a Salamanca

- 1.º Copa de España de Ciclismo
- Clásica de Pascua

2011 (como amateur)
- 1 etapa de la Vuelta a Extremadura
- Trofeo Eusebio Vélez

- 1 etapa de la Vuelta a Cantabria
- 1.º en Premio Llodio
- 1.º en Lazkaoko Proba
- 1.º en Trofeo San Antonio Renedo de Piélagos
- 1.º en Clasificación General Final Torneo Euskaldun

2012
- 1 etapa de la Vuelta al Alentejo
- 1 etapa del Gran Premio Liberty Seguros
- 1.º en 3.ª etapa Volta às Terras de Santa Maria da Feira
- 1.º en 1.ª etapa parte a Volta as Comarcas de Lugo

2013
- 1.º en Circuito do Restaurante Alpendre/Circuito de Tavira
- 1.º en Circuito de São Bernardo (Alcobaça)

2015 (como amateur)
- 1 etapa de la Vuelta a Toledo
- 1.º en Vuelta a Carcabuey

2016 (como amateur)
- Trofeo Iberdrola

- Campeón de España Élite de Ciclismo en Ruta

2017   
- 1.º en Critérium, Roquetas de Mar

2019   
- 1.º en Clásica Bajo Andarax
- 1.º en 2.ª etapa Volta a Galicia

2020    
- 1.º en 1.ª etapa Trofeo Ciudad de Lorca Vuelta Guadalentin

## Resultados en las grandes vueltas
| Carrera         | 2009 | 2010  | 2011 | 2012 | 2013 | 2014 |
| --------------- | ---- | ----- | ---- | ---- | ---- | ---- |
| Giro de Italia  | -    | -     | -    | -    | -    | -    |
| Tour de Francia | -    | -     | -    | -    | -    | -    |
| Vuelta a España | -    | 148.º | -    | -    | -    | -    |
| Mundial en Ruta | -    | -     | -    | -    | -    | -    |

-: no participa

Ab.: abandono